# Adam Ludvig Moltke
Adam Ludvig Moltke (6. december 1743 i Hessen-Kassel – 20. januar 1810 i København) var en dansk general.

## Baggrund
Den indflydelsesrige stilling, som Adam Gottlob Moltke (1710-1792) indtog hos Frederik V, bevægede broderen Johan Georg Moltke (12. februar 1703 – 20. januar 1764), der var gift med Elisabeth Jeanette født baronesse Wolzogen (24. juni 1715 – 30. januar 1788), til 1753 at forlade den hessiske og indtræde i den danske krigstjeneste, hvor han straks blev generalmajor og chef for Fynske Rytterregiment. Dette ombyttede han 1755 med Livregiment Dragoner; 1759 blev han generalløjtnant og kommandant på Kronborg og året efter hvid ridder. Af hensyn til successionsretten til grevskabet Bregentved søgte Johan Georg Moltkes ældste, i Danmark værende søn, nemlig Adam Ludvig Moltke, om naturalisation, og ved den lejlighed blev han optaget i den danske adel. Johan Georg Moltkes yngre søn, gehejmeråd Frederik Moltke, derimod behøvede ikke at naturaliseres, da han var født i Odense, men desuagtet hører hans slægt ikke til den danske adel.

## I russisk tjeneste
Den strenge opdragelse, Adam Ludvig Moltke nød i sit fædrenehjem, gav hans ydre en stivhed og alvor, der harmonerede lidet med hans varme følelse for alt smukt og godt. Hans lyst stod oprindelig til bogen, men efter at være blevet student trådte han ind i Livregimentet Dragoner, hvor han allerede som 11 års dreng var blevet fændrik, og hvor han nu hurtig fik de lavere officersgrader (kaptajn af dragonerne 1762 og major 1765, desuden kammerjunker 1762), så at han var major, da han 1769 var blandt de udvalgte officerer, som efter Catharina II's ønske gik i russisk tjeneste. Som generalkvartermester deltog han i Tyrkekrigen, men blev for Bender såret i venstre arm, som derefter forblev stiv. Efter at være helbredet, til dels i hjemmet, vendte han tilbage til den russiske hær, hvor hans ry allerede var i den grad fæstnet, at han blev brigadechef, og som sådan deltog han under Rumjantsev i krigen i Moldau. Efter opfordring kom han hjem i slutningen af 1772, men kunne ikke straks opnå den i Rusland erhvervede oberstcharge; han måtte nøjes med gentagne tillæg til ventepenge og med kammerherrenøglen (1773). Først 1774 blev han oberst og efter forslag af Georg Ludwig von Köller-Banner kommandør for Falsterske Infanteriregiment (senere 3. Jyske regiment, nu 11. Bataljon), som han beholdt i 32 år, fra 35 års alderen som generalmajor og chef.

## Regimentschef
Moltke var et mønster som regimentschef. Uden at løsne subordinationens bånd knyttede han det uensartede, hvervede mandskab til sig, i det han ved oprettelse af spindehus, fattigkasse og lign. forbedrede dets usle kår. Som tegn på, at han tog sig af sine officerers uddannelse, står den af ham indførte og derefter i mange år i den danske hær gældende bestemmelse om føring af ordrebøger. Regimentets tarv fremmedes ved bygning af det endnu i Aalborg eksisterende eksercerhus, det første uden for hovedstaden. Sin mangeårige garnisonsby Aalborg omfattede han med stor interesse; han anlagde «Frederikskilde», i hvilket anlæg senere er rejst en støtte til minde om ham. Hans almennyttige foretagender medførte, at han levede under pekuniært tryk, der dog mildnedes ved lån og pengegaver fra kronprins Frederik.

## Under Englandskrigene
Moltke, der 1782 blev Hvid Ridder, blev snart kendt ud over sit regiment og sin garnison. Ved 1788 at kommandere et ved Aalborg samlet korps, der i krigen skulle have været overført til Sverige for ved Göteborg at forenes med den fra Norge fremrykkende troppestyrke, og ved fra 1791 som infanteriinspektør at færdes i de jyske garnisoner kom han i berøring med embedsmænd og borgere, hos hvem han vandt stor popularitet. Dette kom ham Til nytte, da han efter englændernes overfald på Danmark 1801 fik befaling til at træffe forsvarsanstalter langs de jyske kyster, i hvilken anledning han rapporterede direkte til kronprinsen. Han optrådte med stor energi og dådskraft og erstattede landeværnet, hvis oprettelse havde stået i stampe i Jylland, med en hurtig dannet, frivillig kystbevæbning på 19000 mand, i det han undgik den af kronprinsen begåede fejl, at de, som ikke havde været soldater, vare fri for tjeneste. Moltke gav således anledning til den forordning, at alle på landet boende skulle forsvare deres provins til deres 50. år. Foruden kystbevæbninger oprettede Moltke borgerkorps i alle byer, og for at sikre provinsens forsyning med krigsmateriel anlagde han ved beboernes hjælp i Randers et tøjhus – Nørrejyllands Tøjhus – hvor der findes en mindestøtte over ham. Som belønning for den af ham viste "udmærkede flid og nidkjærhed" udvirkede kronprinsen, at den nordre skanse ved Fladstrand (Frederikshavn) blev opkaldt efter Moltke. Han var nemlig "den første Drivfjeder og den heldige Udfører" af havnen ved Fladstrand, hvis overbestyrelse han først fratrådte 1809, og som til hans glæde betydelig lettede korntilførselen til Norge under krigen med England.
Moltke var 1802 blevet general, var under hærsamlingen 1803 i Holsten kronprinsen behjælpelig med forarbejdet til indførelsen af den nationale hærordning, blev 1804 kommanderende general i Nørrejylland, fratrådte 1806 efter ansøgning sit regiment med tilladelse til stedse at bære dettes uniform og beordredes 1807 til at organisere landeværnet og lede forsvaret af sit generalkommandodistrikt. Med sædvanlig energi tog han fat, men hans svækkede helbred tvang ham gentagne gange til at søge sin afsked, som Frederik VI endelig gav ham 1808 som general med bibehold af alle indtægter og som Elefantridder. Moltke døde 20. januar 1810 i København.
Gift 24. april 1778 med Margrethe Sophie Hauch (16. oktober 1757 – 9. februar l829), datter af general Andreas Hauch i 1. ægteskab. Hun blev 22. marts 1811 gift med sin svoger, gehejmeråd Frederik Moltke.